# Žebnik
Žebnik – wieś w Słowenii, w gminie Radeče. W 2018 roku liczyła 142 mieszkańców.